# خونباكان

خريطة مقاطعة فارس الساسانية.

خونباكان اسم منطقة من العصور الوسطى في مقاطعة بارس الساسانية. يذكر كمنطقة من التقسيم الإداري لأردشير خوار في ماديجان-ي هزار دادستان [الإنجليزية]
.